# Truck Yeah
«Truck Yeah» — песня американского кантри-певца и автора-исполнителя Тима Макгро, вышедшая 3 июля 2012 года в качестве первого сингла с его студийного альбома Two Lanes of Freedom (2013). Сингл стал первым и на новом для певца лейбле Big Machine Records. Выпуск сингла перекрыл тогдашний сингл Макгроу «Right Back Atcha Babe», продвигаемый Curb Records, из-за соперничества между двумя звукозаписывающими лейблами.
Песня достигла позиции № 10 в американском хит-параде Country Airplay.
Авторами песни выступили Chris Lucas и Preston Brust из группы LoCash, а также Chris Janson и Danny Myrick, а сопродюсером Тима Макгро стал Байрон Гэллимор.

## История
«Truck Yeah» дебютировал на 22-м месте в Billboard Hot Country Songs 21 июля 2012 года, что стало самым высоким дебютомдля Макгро. Он также дебютировал на 69-м месте в мультижанровом хит-параде Billboard Hot 100 21 июля 2012 года. В Канаде сингл дебютировал на 52-м месте в Canadian Hot 100 21 июля 2012 года.
Песня получила положительные отзывы музыкальных критиков: Taste of Country, Roughstock, Country Universe.

## Музыкальное видео
Режиссёром музыкального видео выступил Chris Hicky, а премьера состоялась в сентябре 2012 года. Съёмки проходили в Чаттануге, штат Теннесси.

## Чарты
| Чарт (2012)                         | Высшая позиция |
| ----------------------------------- | -------------- |
| Канада (Billboard Canadian Hot 100) | 52             |
| США (Billboard Hot 100)             | 57             |
| США (Billboard Country Airplay)     | 10             |
| США (Billboard Hot Country Songs)   | 11             |

### Итоговые годовые чарты
| Чарт (2012)                      | Позиция |
| -------------------------------- | ------- |
| US Hot Country Songs (Billboard) | 51      |

## Сертификации
| Регион | Сертификация | Продажи    |
| --- | ------------ | ---------- |
| США (RIAA) | Платиновый   | 1,000,000^ |
| * Данные о продажах приведены только на основе сертификации. ^ Данные о тиражах приведены только на основе сертификации. |              |            |